# Псуя

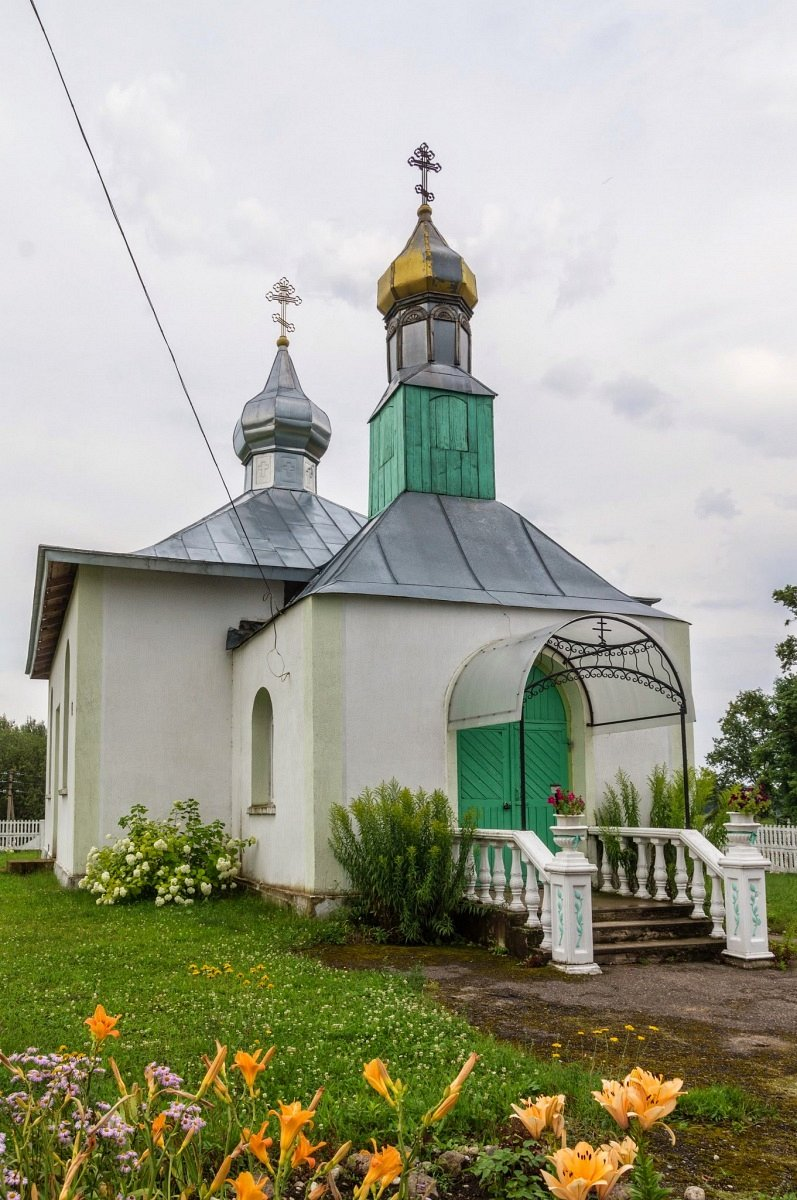
Троицкая церковь

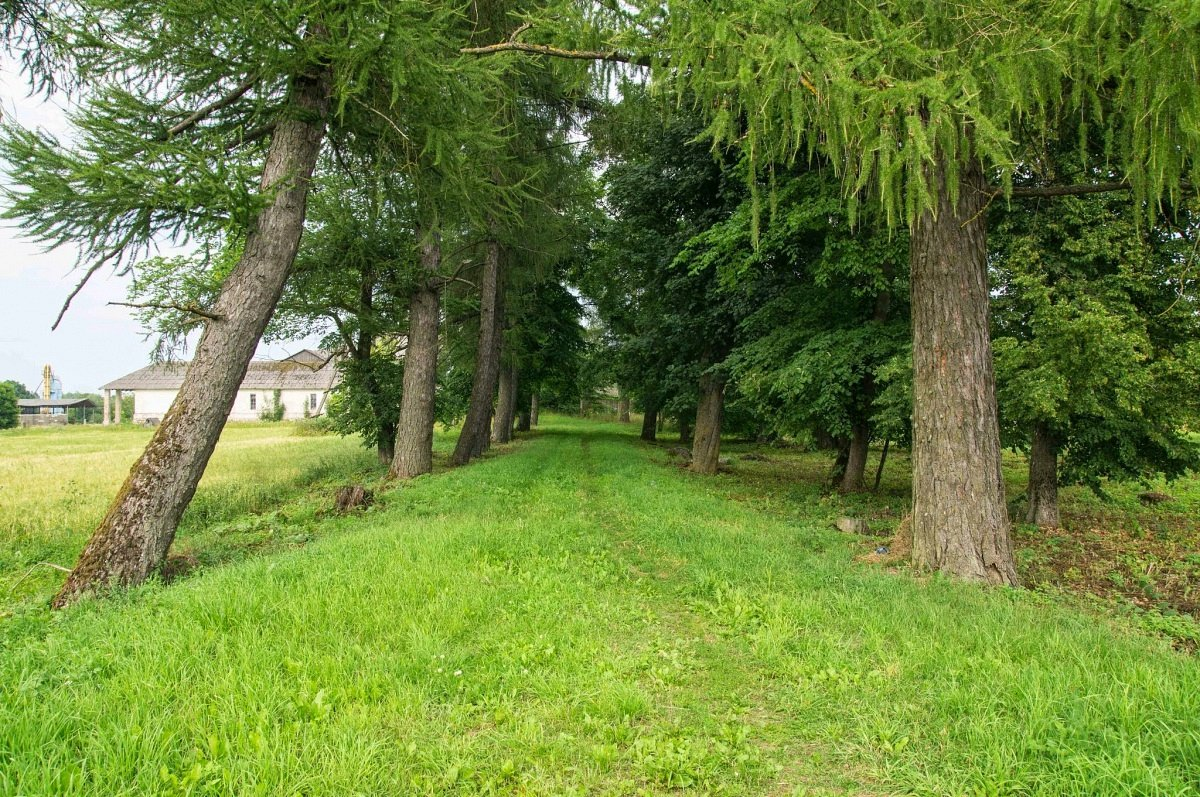
Аллея бывшего приусадебного парка

Псуя (бел. Псуя) — агрогородок в Глубокском районе Витебской области Беларуси, центр Псуевского сельсовета. Население — 296 человек (2019).

## География
Село находится в 14 км к северо-востоку от посёлка Подсвилье и в 30 км к северо-востоку от райцентра, города Глубокое. Село стоит на западном берегу небольшого озера Псуя. Псуя связана местными дорогами с окрестными населёнными пунктами, а через деревню Зябки с автомагистралью Р45 на участке Полоцк — Глубокое. Ближайшая ж/д станция в Зябках в 5 км к северу (линия Полоцк — Молодечно). В 164 км от Витебска.

## История
Псуя известна с середины XVI века, когда она была имением рода Корсаков. В имении существовала церковь Святой Троицы. В XVII веке Псуя перешла от Корсаков к дисненскому маршалку Ромуальду Подбипенте, дочь которого Юстина вышла замуж за Яна Деспот-Зеновича. Род Деспот-Зеновичей владел Псуей до конца XIX века. В конце XVIII века в Псуе была деревянная господская усадьба, и униатская церковь.
В 1793 году в результате второго раздела Речи Посполитой Псуя вошла в состав Российской империи, где принадлежала Дисненскому уезду Минской губернии. В 1841 году униатская церковь была передана православным. В 1866 открыто народное училище, в 1872 построена школа.
После Советско-польской войны Псуя оказалась в составе межвоенной Польской Республики. С 1939 года — в составе БССР.
Название Псуя сравнивают с кабард. псы, убых. псэу "вода".

## Достопримечательности
- Троицкая церковь. Каменная православная церковь, построена в 90-х годах XX века на месте не сохранившейся деревянной.
- Фрагменты бывшего приусадебного парка и хозпостройки бывшей усадьбы[4].
- Городище периода раннего железного века —  Историко-культурная ценность Республики Беларусь, шифр 213В000412